# Micropolypodium sikkimense
Micropolypodium sikkimense är en stensöteväxtart som först beskrevs av Georg Hans Emmo Wolfgang Hieronymus, och fick sitt nu gällande namn av Xian Chun Zhang. Micropolypodium sikkimense ingår i släktet Micropolypodium och familjen Polypodiaceae. Inga underarter finns listade.